# ميخائيل أ. مايلز
ميخائيل أ. مايلز (بالإنجليزية: Michael A. Miles)‏ هو شخصية أعمال أمريكي، ولد في 1940 في شيكاغو في الولايات المتحدة، وتوفي في 10 نوفمبر 2013.

## وصلات خارجية
- ميخائيل أ. مايلز على موقع إن إن دي بي (الإنجليزية)